# 金鉢山公園

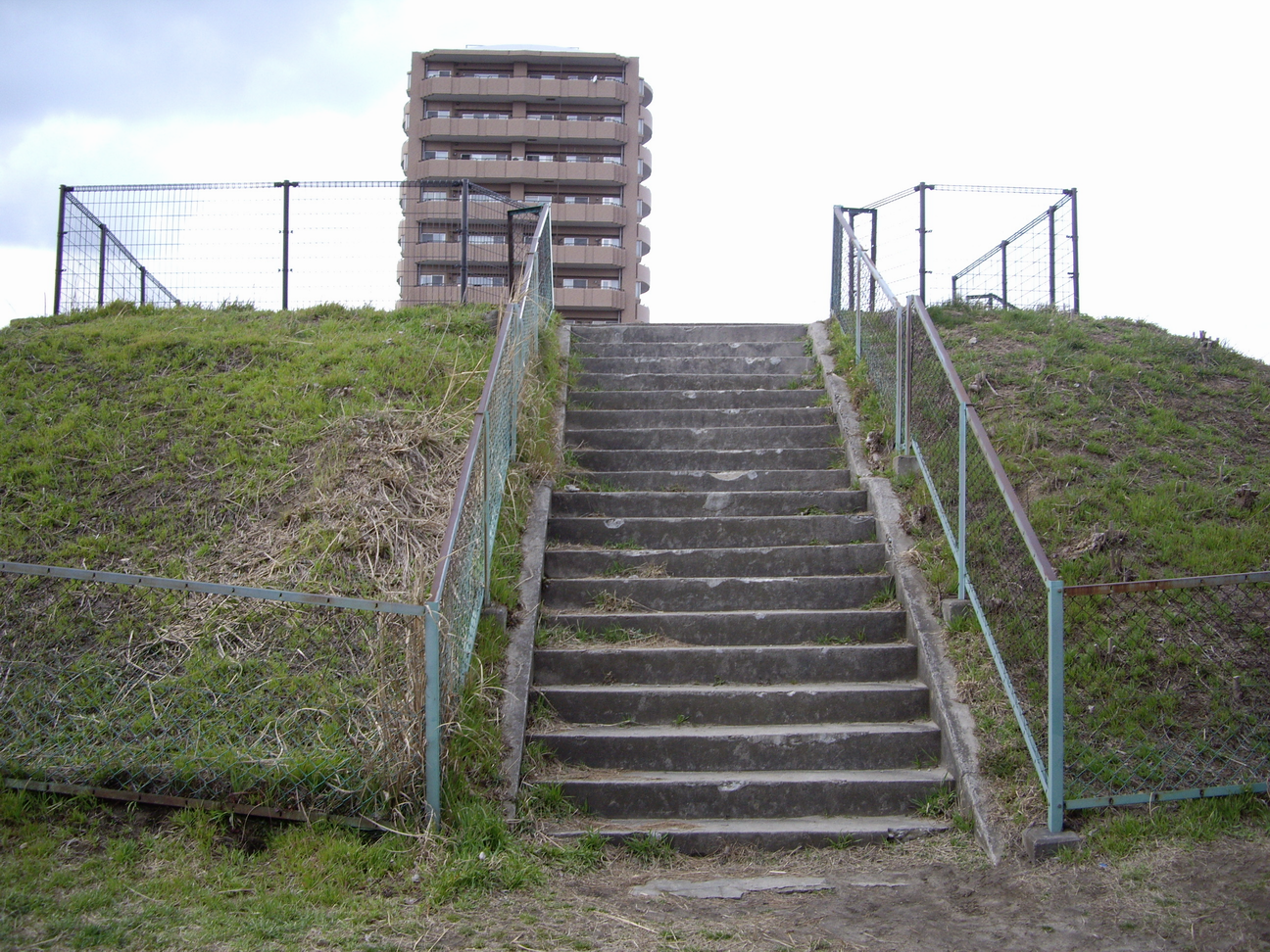
中段から頂上方向

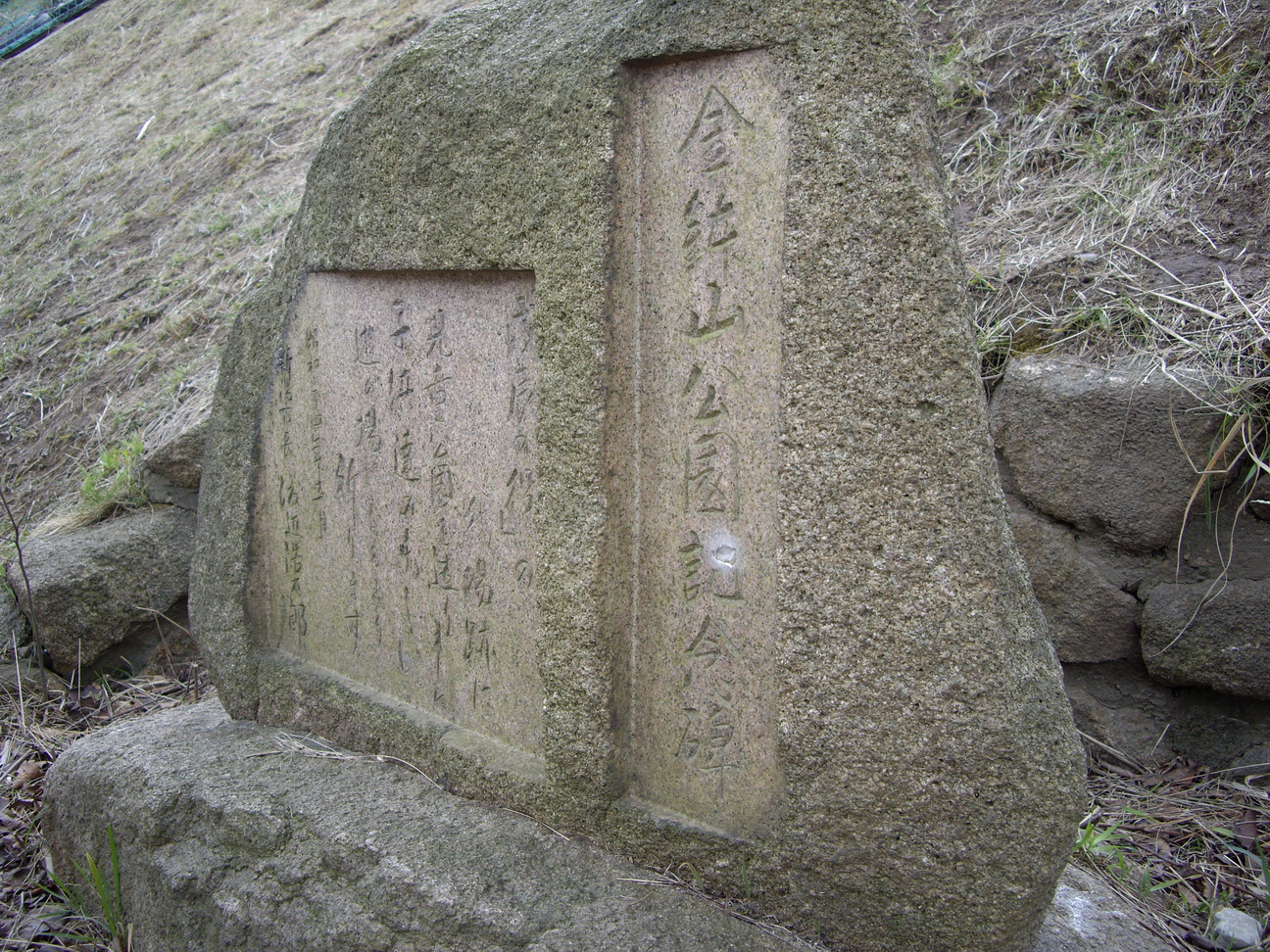
金鉢山公園記念碑

金鉢山公園（かなばちやまこうえん）は新潟市中央区関屋金鉢山町にある都市公園（街区公園）である。1959年に開園。東郷神社遙拝場の碑も建立されている。公園の管理者は新潟市東部地域土木事務所。

## 歴史
1868年（慶応4年）に起きた戊辰戦争の当時、新潟の町に薩長をはじめとする新政府軍が進軍し、関屋地区にある金鉢山を本拠地として占拠、激しい戦場と化した。1889年（明治22年）4月1日に市制施行で新潟区と西蒲原郡関屋村との合併により新潟市が発足する際に金鉢山という名称もそのまま住所となり関屋金鉢山町となる。1939年（昭和14年）10月30日には金鉢山の中段に東郷神社遙拝場の碑が建てられる。1959年（昭和34年）には公園化され現在に至る。

## 地形
金鉢山は標高20メートルも満たない程度であったが近隣を見渡せる丘であった為、関屋戊辰戦争当時に薩長をはじめとする新政府軍も、奥羽越列藩同盟をはじめとする旧幕府軍にとっても戦略上、有利に進める為には非常に重要な場所であった。山は砂丘のような砂状の地質であり、関屋地区の多くは砂畑も多かった。公園建設前までは山の麓にはアカシアの木が生えていた。

## 建設
関屋戊辰戦争から90年余りが過ぎた昭和30年頃から砂丘として残っていた金鉢山を公園化する計画が決まり、麓にあったアカシアの木は伐採され、山頂を中心とした約半分にあたる部分を切り崩し平地として公園建設が始まった。砂地の山は関屋戊辰戦争当時からそのままの状態で手をつけられておらずに残っていた事から、公園建設工事中、埋葬されていた新政府軍の兵士の土葬と思われる遺体の入った壺が多く発見され人骨や、刀剣等の遺品などが多数出土した。現在も金鉢山の残った半分はそのままになっており、出土していない遺骨が眠っているといわれている。1959年（昭和34年）11月に公園が完成し、当時の新潟市長の渡辺浩太郎による記念碑が建立されており、
「戊辰の役」の
戦場跡に
児童公園を作りました。
子供達の楽しい
遊び場になるよう
祈ります。
昭和三十四年十一月
新潟市長　渡辺浩太郎
と記されており、戊辰戦争の歴史が刻まれている。